# فرهنگ برهنگی و برهنگی فرهنگی
فرهنگ برهنگی و برهنگی فرهنگی نام کتابی است از غلامعلی حدادعادل. در این کتاب رابطه میان نوع لباس انسان و خصوصیات روانی، شخصیت، فرهنگ، وضع مالی و طبقه اقتصادی و اجتماعی افراد بحث شده است. این کتاب را اولین بار انتشارات سروش فرهنگی در سال ۱۳۵۹ منتشر کرد که هم‌اکنون به چاپ بیست و سوم رسیده است.

## موضوع
در این کتاب در عین آن‌که به تأثیر عوامل مختلف بر شکل و اندازه و نوع لباس توجه شده است، به‌طور اختصاصی نیز موضوع «رابطه لباس و فرهنگ» مورد بحث قرار گرفته است.
مهم‌ترین محورهای مورد بحث در این کتاب عبارتند از:
- رابطه لباس غربی با فرهنگ غربی
- سرمایه‌داری و لباس
- زمینه‌های تاریخی و بازوهای علمی و فلسفی تبلیغ برهنگی
- رابطه حجاب با فرهنگ اسلامی
- لباس و سرّ ضمیر
- ورود بی‌حجابی به ایران
- غربی شدن لباس ژاپنی‌های سنتی

نویسنده معتقد است: لباس دست کم پاسخگوی سه نیاز آدمی است، یکی اینکه او را از سرما و گرما و برف و باران حفظ می‌کند، دیگر اینکه در جهت حفظ عفت و شرم به او کمک می‌کند، و بالاخره به او آراستگی و زیبایی و وقار می‌بخشد. در نتیجه لباس آدمی را می‌توان از یک لحاظ به مسکن او تشبیه کرد.

## دیدگاه‌ها در مورد کتاب
مراسمی در مورد این کتاب به همت باشگاه نویسندگان پاکستان برگزار گردید. فتح ملک، از استادان دانشگاه اسلامی پاکستان، معتقد است این کتاب نیاز محیط اجتماعی و فرهنگی کنونی پاکستان است.
زهرا پاملا کریمی استاد تاریخ هنر در دانشگاه Massachusetts Dartmouth این کتاب را جز بهترین نمونه‌هایی می‌داند که نظراتی را براساس دوگانه «حریم خصوصی» و «حریم عمومی» و «درون» و «برون» بیان می‌کند. کریمی معتقد است: نویسنده پوشش زن را راهی برای جلوگیری از نفوذ امپریالیسم و سرمایه‌داری به جوامع می‌داند.